# Венеца (рид в област Видин)
Венеца (или Белоградчишки Венец) е планински рид в Северозападна България, Западен Предбалкан, област Видин с основно простиране от север на юг.
Планинският рид Венеца се издига във вътрешната структурна ивица на Западния Предбалкан, като по северното и източното му подножие преминава условната граница между Предбалкана и Стара планина. На север и северозапад достига до долината на река Арчар и долното течение на десния ѝ приток Салашка река. На изток и североизток със стръмни склонове се спуска към Дунавската равнина и тук преминава условната граница между Западния Предбалкан и Западната Дунавска равнина. Южно от село Дъбравка ниска седловина (560 м) го свързва с планинския рид Ведерник, а на изток за граница между двата рида служи долината на Стакевска река (ляв приток на Лом).
Дължината на рида от север на юг е 15 – 16 км, а най-голямата му ширина достига 8 – 9 км. Максималната му височина е връх Кърнева ливада (903,6 м), разположен в централната му част, на 1 км източно от град Белоградчик.
Билото на рида е с надморска височина над 800 м. Рида представлява моноклинала, остатък от дълбоко денудираната Белоградчишка антиклинала. Изграден е от триаски пясъчници и конгламерати и юрски варовици. Има множество карстови форми – пещери (Врелото, Лепеница и др.), понори и кари. Северозападните му части се отводняват от десните притоци на Салашка река и Арчар, а южните – от левите притоци на Стакевска река. От рида извира река Скомля, която тече на североизток през Дунавската равнина и се влива в Дунав.
Климатът е умерено-континентален със сравнително студена зима и прохладно лято. Почвите са предимно сиви горски, обрасли с дъбови гори и храсталаци от келяв габър и мъждрян.
Във вътрешността на рида са разположени град Белоградчик и село Гранитово, а по периферията му – селата Бела, Боровица, Върбовчец, Гара Орешец, Дъбравка, Орешец, Сливовик и Яньовец.
От село Бела на север до Белоградчик на юг, а след това на изток по долината на Стакевска река до устието ѝ в река Лом на протежение общо от 30,1 км преминава участък от третокласен път № 102 от Държавната пътна мрежа Бела – Белоградчик – Монтана.
По североизточното подножие на рида от Гара Орешец до град Димово преминава участък от трасето на жп линията Мездра – Враца – Видин.
Рида Венеца е известен със своите причудливи скални образувания, най-известни от които са прочутите и невероятно красиви Белоградчишки скали, разположени западно и югозападно от град Белоградчик.

## Топографска карта
- Лист от карта K-34-10. Мащаб: 1 : 100 000.
- Лист от карта K-34-22. Мащаб: 1 : 100 000.